# Стрілянина в іжевській школі № 88
Стрілянина в іжевській школі № 88 — масове вбивство, яке відбулося 26 вересня 2022 року в місті Іжевськ, Республіка Удмуртія, Росія. Внаслідок стрілянини за даними СК РФ загинули 18 осіб (з них, 11 – діти), 24 (серед них 22 – діти) постраждали.

## Хід подій
Перші повідомлення про стрілянину надійшли ще о 11:14.
За повідомленнями учнів, було чути постріли.
Вже об 11:00 підозрюваний скоїв самогубство.

## Особа підозрюваного
- За попередніми даними, стрілець наклав на себе руки. Ймовірно був одягнений у майку з нацисткою символікою та у балаклаву.
- За даними СК РФ, нападник Артем Казанцев, 1988 року народження, є випускником цього навчального закладу та, ймовірно, знаходився на обліку в психоневрологічному диспансері з діагнозом «уповільнена шизофренія».

## Загиблі та поранені
В результаті теракту 18 людей убито і ще 24 постраждали.